# Ettaler Sattel
Der Ettaler Sattel ist ein 869 m ü. NHN hoher Gebirgspass nahe der oberbayerischen Gemeinde Ettal im Landkreis Garmisch-Partenkirchen. Neben dem niedrigsten Übergang zwischen der Notkarspitze im Süden und dem Laber im Norden, stellt der Sattel auch noch die niedrigste und kürzeste Verbindung zwischen dem Ammertal und dem Loisachtal dar.
Der Ettaler Sattel liegt an der Bundesstraße 23 zwischen dem fünf Kilometer nordwestlich gelegenen Oberammergau im Ammertal und Oberau, das sich etwa fünf Kilometer südöstlich im Loisachtal befindet.
Die Deutsche Alpenstraße führt über den Ettaler Sattel.

## Geschichte
Im Laufe der Zeit wurden verschiedene Straßen über den Ettaler Sattel gebaut.

### Älteste Straße
Diese Straße entstand um 1300 aus einem wesentlich älteren Saumweg. Sie folgt dem Verlauf der heutigen Oberauer Gemeindestraße Alte Ettaler Straße, knapp 1,5 km vom Abzweig der Gemeindestraße von der Bundesstraße 23 neben den Gießenbach. Danach führt sie mit zwei Kehren und einer maximalen Steigung von 36 % den Berg hinauf. Nach der oberen Kehre führt die Straße ca. 500 m oberhalb des Markgraben. Kurz vor Ettal wird die Straße von der Bundesstraße 23 überquert.

### Alte Straße
Nachdem in den Jahren 1541–1547 die Fernpassstraße verlegt worden war und so eine Alternativstrecke zum Ettaler Sattel geschaffen worden war und so die Zolleinnahmen gesunken waren, wurden im 16. Jahrhundert Forderungen laut, die Straße über den Sattel ebenfalls zu erneuern. Die Planungen begannen aber erst zu Beginn des 17. Jahrhunderts im Jahr 1615 unter dem Abt des Klosters Ettal Othmar I. Goppelzrieder. Durch den Ausbruch des Dreißigjährigen Krieges sah sich das Kloster gezwungen die Straße alleine zu bauen. Die Bauarbeiten begannen am 30. September 1628 und waren bereits ein Jahr später beendet.
Diese Straße zweigt in Oberau ca. 1 km von der Bundesstraße 23 von der ältesten Straße ab und führt von da an bergauf. Nach ungefähr 600 m stößt die alte Straße wieder auf die älteste Straße.

### Neue Straße
Ende des 19. Jahrhunderts wurde die heutige Straßenführung geplant und gebaut.
Die Planungsarbeiten begannen 1885. Nachdem diese abgeschlossen waren, begannen 1887 die Bauarbeiten, die bis 1889 andauerten. Die Gesamtkosten für diese insgesamt 4,367 km lange Straße lagen bei 365.000 M. Die neue Straße weist nur noch eine durchschnittliche Steigung von 4,6 % auf, wodurch ein Vorspann nicht mehr nötig war.